# زمین‌لرزه ۱۹۷۶ تانگشان
زمین‌لرزه تانگشان  در تاریخ ۲۷ ژوئیه ۱۹۷۶ میلادی، برابر با ‎۵ مرداد ۱۳۵۵، ساعت ۱۹:۴۲:۵۴ به زمان یوتی‌سی در چین ، منطقه تانگشان رخ داد. ژرفای این زلزله ۱۶٫۹ کیلومتر بود. بزرگی آن ۷٫۶ در مقیاس Mw اعلام شده‌است. زمین‌لرزه به وقت محلی در روز چهارشنبه، ساعت ۳ روی داده و منطقه زمانی آن یوتی‌سی +۸ بوده‌است .
سازمان زمین‌شناسی آمریکا نیز رومرکز این زمین‌لرزه را در مختصات ۳۹°۳۴′۱۲″شمالی ۱۱۷°۵۸′۴۱″شرقی / ۳۹٫۵۷°شمالی ۱۱۷٫۹۷۸°شرقی و ژرفای آن را در ۲۳ کیلومتر گزارش کرده‌است. بزرگی برگزیدهٔ این سازمان از میان بزرگی‌های مختلف محاسبه شده ۷٫۵ در مقیاس Mw بوده و از دید اثر، در میان سه دسته‌بندی «نامحسوس»، «محسوس»، «زیان‌آور» یا «با تلفات»، زلزله را «با تلفات» اعلام کرده‌است.
پروژهٔ «تنسور گشتاور مرکزوار» زاویه‌های (راستا، شیب، ریک) گسل سازندهٔ زمین‌لرزه و صفحه عمود بر آن را (°۲۲۹، °۴۳، °۱۶۳-) یا (°۱۲۶، °۷۹، °۴۹-) و نوع گسل را «امتدادلغز» فرارسانده‌است.
شمار کشتگان زلزله حدود ۲۴۲۴۱۹ نفر و تعداد زخمیان ۱۶۴۵۸۱ نفر برآورده شده‌است.